# Nir Dawidowicz
Nir Dawidowicz (ur. 17 grudnia 1976) – izraelski piłkarz występujący na pozycji bramkarza.
Swoją karierę rozpoczynał w Maccabi Hajfa, w 1995 roku został przesunięty do pierwszej drużyny klubu. Swój pierwszy występ w reprezentacji narodowej zaliczył 3 lata później – przeciwko Turkom – nie wpuścił wówczas żadnego gola. Swój pierwszy mistrzowski tytuł zdobył z Maccabi, w sezonie 2000/2001 – przepuszczając 28 bramek. W 2001 roku w meczu przeciwko Hiszpanii, Davidovich doznał kontuzji kolana, która wyeliminowała go z gry przez najbliższe kilkanaście miesięcy. Bramkarz powrócił dopiero na decydujące mecze sezonu 2002/2003. W następnym sezonie został MVP sezonu. Zdobył z Maccabi mistrzostwo Izraela. W kadrze narodowej rozegrał 51 spotkań.